# Costabile
Costabile  è un nome proprio di persona italiano maschile.

## Varianti
- Maschili: Constabile

### Varianti in altre lingue
- Catalano: Constable[3]
- Latino: Constabilis
- Spagnolo: Constable[3]

## Origine e diffusione
Si basa sul verbo latino cōnstabiliō ("stabilire", "confermare", "rafforzare") o constare ("essere fermo [nella fede]"). Il significato del nome quindi può essere interpretato come "ben stabilito" o, da un punto di vista religioso, "saldo nella fede".
Il nome gode di scarsissima diffusione, ed è attestato praticamente solo in provincia di Salerno per via del culto locale di san Costabile (in particolare nel comune di Castellabate, di cui il santo è patrono, dove negli anni 1970 portavano questo nome 150 maschi su 3.000).

## Onomastico
L'onomastico ricorre il 17 febbraio in memoria di san Costabile, abate di Cava.

## Persone

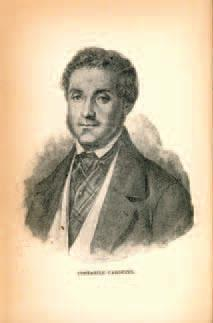
Costabile Carducci

- Costabile Carducci, patriota italiano
- Costabile Gentilcore, abate e santo italiano